# Tía
 #6A0DAD 
Tía (purple), chữ Hán: 紫 (đọc là tử) là màu có phạm vi giữa đỏ và xanh lam.
Thời cổ đại, tía là màu được mặc bởi các Hoàng đế La mã và thẩm phán, sau này được mặc bởi các giám mục Công giáo. Vì thế màu tía thường được liên hệ tới hoàng gia và lòng sùng tín.

## Trong quang phổ
Nó nằm trong dải các màu trung gian giữa màu đỏ và màu xanh lam.

## Trong mô hình màu

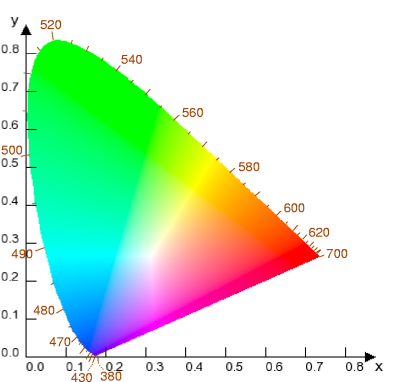
Biểu đồ màu CIE 1931 - Góc phải phía dưới là đường chứa màu tía

Trong biểu đồ màu CIE 1931, đường thẳng nối các màu xa nhất của quang phổ (màu đỏ và màu tía) được biết như là đường các màu tía (hay giới hạn tía); nó thể hiện giới hạn nhận thức về màu sắc của con người.

## Trong phối màu in ấn
Màu hồng đậm được sử dụng trong công nghệ in CMYK là nằm trên đường các màu tía, nhưng nhiều người liên hệ thuật ngữ "tía" với những màu có ánh xanh lam hơn.

## Biểu tượng
- Màu tía đôi khi được sử dụng như biểu tượng của hoàng gia, có từ thời La Mã cổ đại, khi mà quần áo được nhuộm bằng màu tía Tyrus được giới hạn sử dụng cho những đẳng cấp cao. Màu này, gần với màu đỏ thẫm (crimson) hơn là suy nghĩ của chúng ta về màu tía, là màu ưa thích của nhiều vị vua và hoàng hậu.
- Các hoàng hậu Byzantin sinh nở trong phòng tía của cung điện của các hoàng đế Byzantin. Vì thế có tên gọi Porphyrogenitus ("sinh trong màu tía") để gọi những người sinh ra làm vua chứ không phải những ông tướng thắng được ngai vàng nhờ vào khả năng của mình (tương đương với Việt Nam lànhững ông vua sinh ra trong nhung lụa). Ngoài ra, porpora hay purpure (tức tía) không phải là một trong những sắc màu thông dụng của phù hiệu học châu Âu, được bổ sung muộn hơn để cho số lượng sắc màu cộng với các kim loại lên tới bảy, vì thế chúng có thể sinh ra các liên kết hành tinh. Một ví dụ cổ điển của purpure là trên áo của vua León: : argent, a lion purpure, có dấu tích từ năm 1245.
- Trong những năm thập niên 1800 William Perkins phát hiện ra màu hoa cà, một hình thái của màu tía từ dầu than. Nó nhanh chóng trở thành phổ biến trong mọi tầng lớp và khuấy động sự phát triển của ngành công nghiệp chính trong lĩnh vực hóa chất ở Đức.
- Trong quân đội Mỹ, màu tía chỉ tới các chương trình hay sự quy định "chung", có nghĩa là không bị hạn chế trong một lực lượng nào như lục quân hay hải quân mà áp dụng cho toàn bộ lực lượng phòng vệ. Sự quy định đối với một hay nhiều phù hiệu chung là bắt buộc khi thăng cấp (thiếu tướng hải quân và cao hơn) trong hải quân Mỹ. Các sĩ quan có phù hiệu chung này đôi khi được nói đến như là "mặc đồ tía" (câu mang ý nghĩa ẩn dụ vì thực tế không có đồng phục màu tía trong quân đội Mỹ).
- Màu tía là một trong những màu sắc phụng vụ trong Công giáo Rôma, tượng trưng cho sự sám hối và sự hy vọng. Vì thế màu tía thường xuất hiện trong Mùa Vọng và Mùa Chay, cũng như tang lễ.
- Màu tía cũng là màu sắc tượng trưng cho phái nữ hay những người đồng tính luyến ái nữ. Nó thường được sử dụng trong những nơi dành cho phái nữ, chẳng hạn như màu các bức tường.
- Trong chính trị, tại Hà Lan, màu tía có nghĩa là chính phủ liên hiệp của những người tự do cánh hữu và những người theo đường lối xã hội chủ nghĩa (được biểu hiện tương ứng bằng màu xanh da trời và đỏ), ngược với các liên minh thông thường của những người thuộc đảng theo Cơ đốc giáo với một hay vài đảng khác. Từ năm 1994 đến năm 2002 ở đây đã có hai nội các tía - xem thêm Chính trị Hà Lan và Paars (từ Hà Lan chỉ màu "tía").
- Màu tía là biểu tượng của lòng can đảm.

## Tọa độ màu
```
Số Hex
 = #6A0DAD

RGB
    (r, g, b)    =  (106, 13, 173)

CMYK
   (c, m, y, k) =  (39, 92, 0, 32)

HSV
    (h, s, v)    =  (275, 92, 68)
```